# Rivière Seine (Manitoba)
Ne doit pas être confondu avec Rivière Seine (Ontario).
Pour les articles homonymes, voir Seine (homonymie).
La rivière Seine est un cours d'eau qui coule dans la province du Manitoba au Canada.
La Seine prend sa source dans la forêt provinciale de Sandilands. La rivière s'écoule ensuite vers le nord-ouest et traverse les municipalités de Sainte-Anne, La Broquerie, Taché et Lorette. Elle reçoit les eaux de nombreux ruisseaux parmi lesquels celles de « La Coulée ».
À la hauteur de la ville de Sainte Anne, un canal de dérivation permet à une partie du cours d'eau de s'écouler en direction de la rivière Rouge dans laquelle elle se jette au sud de Winnipeg, une autre partie du cours d'eau continue son écoulement vers le canal de dérivation de la rivière Rouge qui contourne la ville de Winnipeg et évite ainsi les inondations que la capitale du Manitoba a connues.
Son nom lui fut donné par les premiers colons français et Canadiens-français qui s'installèrent dans la région.

## Toponymie
Le nom de la rivière Seine apparait sous cette une forme sur une carte de Russell en 1868. Elle apparait sous la forme de « rivière la Seine » sur une carte de Henry le jeune datant de 1800. Une carte de 1816 lui donne le nom de Little River avec comme note qu'elle ait appelé « rivière de la Seine » par les Canadiens. Des anciens soldats allemands et suisses du Régiment de Meuron s'installent à l'embouchure de la rivière en 1817 et elle prend alors le nom de German Creek. Ces derniers, qui n'avaient pas la formation nécessaire pour être agriculteurs ont quitté la région après l'inondation de 1826. R. Douglas précise en 1933 que le nom provient de seine, un filet de pêche.

## Notes et références

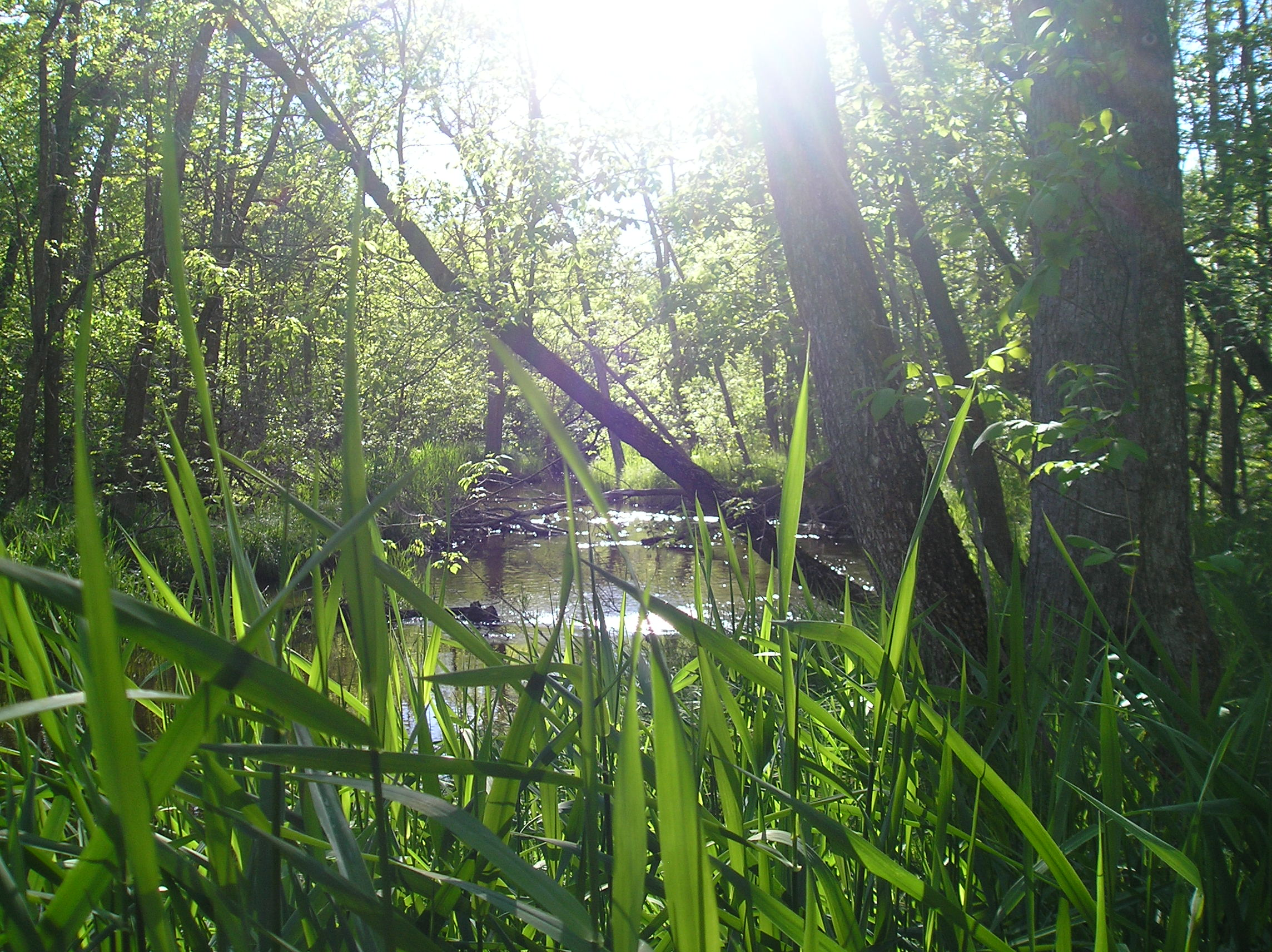
La Coulée, ruisseau alimentant la rivière Seine.